# Фролов, Иван Николаевич
Ива́н Никола́евич Фроло́в (1918, дер. Олисово, Череповецкая губерния — 2 апреля 1944, Львовская область) — стрелок 8-го мотоциклетного полка 5-го механизированного корпуса 20-й армии Западного фронта, красноармеец. Герой Советского Союза.

## Биография
Родился в 1918 году в деревне Олисово (сейчас — Чагодощенского района Вологодской области) в крестьянской семье. Работал в колхозе.
В Красной Армии с 1941 года. Участник Великой Отечественной войны с июня 1941 года.
Стрелок 8-го мотоциклетного полка красноармеец Иван Фролов в составе подвижной группы в конце июля 1941 года в районе города Могилёва проник в тыл противника, нанеся ему большой урон.
Когда кончились боеприпасы, пробрался к подбитым вражеским автомашинам, захватил ящик с гранатами и вместе с политруком И. В. Щипуном вёл ожесточённый бой до подхода подкрепления.
Указом Президиума Верховного Совета СССР «О присвоении звания Героя Советского Союза старшему политруку Щипуну И. В. И красноармейцу Фролову И. Н.» от 4 июня 1942 года за «образцовое выполнение боевых заданий командования на фронте борьбы с немецкими захватчиками и проявленные при этом отвагу и геройство» удостоен звания Героя Советского Союза с вручением ордена Ленина и медали «Золотая Звезда».
Погиб в бою 2 апреля 1944 года. Похоронен в селе Заболотцы (сейчас Золочевского района) Львовской области Украины.
Награждён орденом Ленина.